# Stig Henrikson
Stig Åke Harald Henrikson, född 10 oktober 1910 i Huskvarna (Hakarps församling), död 24 april 1993 i Huskvarna församling, var en svensk grafiker och målare.
Han var son till industritjänstemannen Arvid Henriksson och Linnéa Jönsson. Henrikson studerade konst vid Grünewalds målarskola i Stockholm 1944 och för Sigurd Wandel i Köpenhamn 1945–1946 samt genom omfattande självstudier i grafik. Separat ställde han ut i Huskvarna 1953 och han medverkade i samlingsutställningar arrangerade av Norra Smålands konstförening i Jönköping samt ett flertal gånger på Vätterpaletten i Huskvarna. Hans konst består huvudsakligen av träsnitt men han utförde även stilleben och landskapsskildringar utförda i olja, gouache eller akvarell. 
Stig Henrikson var bror till författaren, poeten och tidningsmannen Alf Henrikson.